# Wetzlarer Straße 14 (Hermannstein)

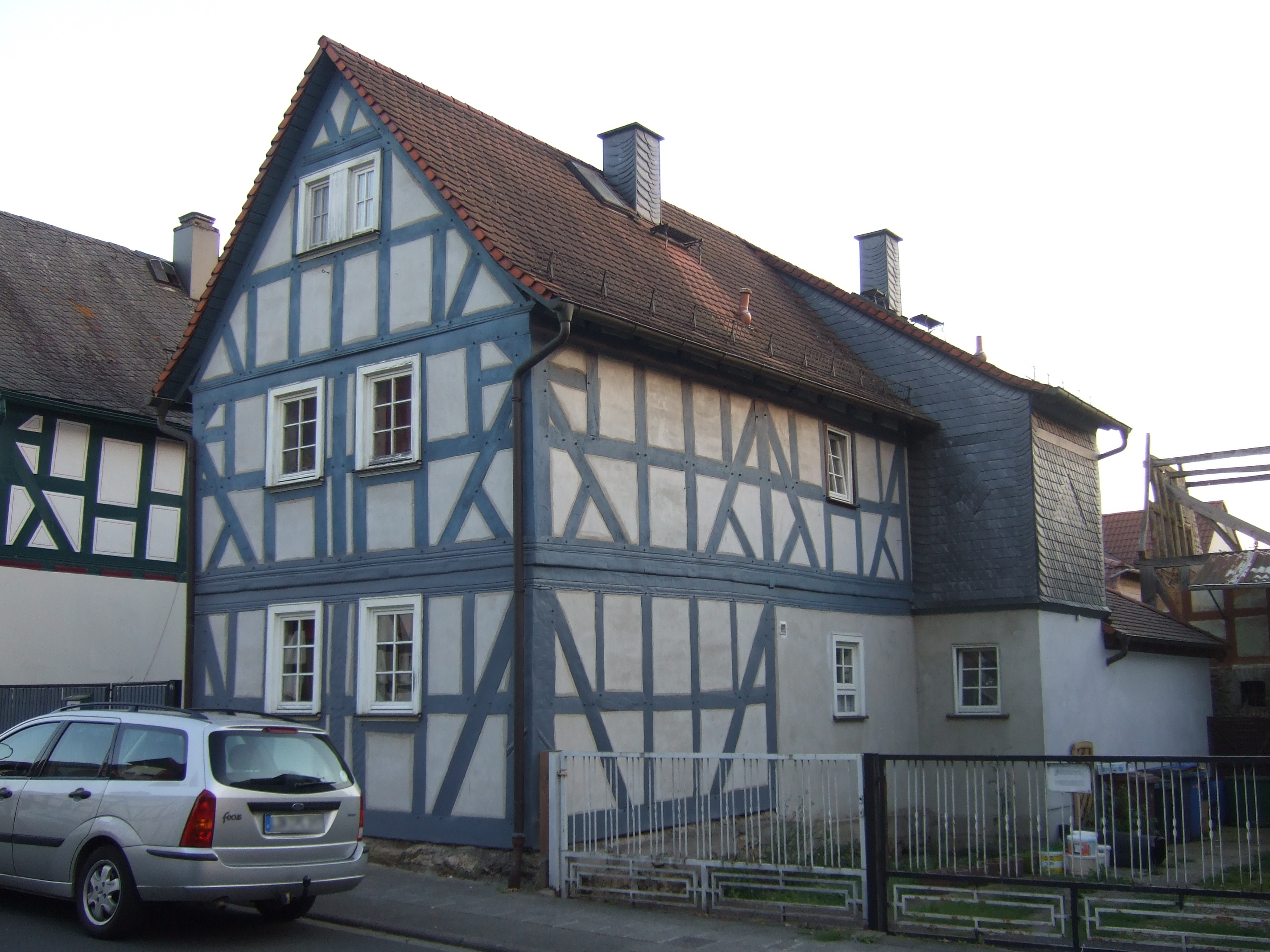
Haus Wetzlarer Straße 14

Das Haus in der Wetzlarer Straße 14 im Stadtteil Hermannstein in Wetzlar ist ein denkmalgeschütztes Wohngebäude, das Mitte des 18. Jahrhunderts errichtet wurde.
Das giebelständig zur Straße ausgerichtete Gebäude wurde zweigeschossig in Fachwerk ausgeführt. Es ist Teil einer L-förmigen Hofanlage, die auf einem schmalen Grundstück erbaut wurde, 1951 wurde hofseitig ein Anbau angefügt. Während das Fachwerk des Erdgeschosses ausschließlich der Konstruktion des Hauses dient, finden sich an den Eck- und Bundständern des Obergeschosses Mannfiguren, die mit geraden Fußstreben, gegenläufigen Fußbändern und kleinen Winkelhölzern ausgeführt wurden.